# 老いたライオンと狐

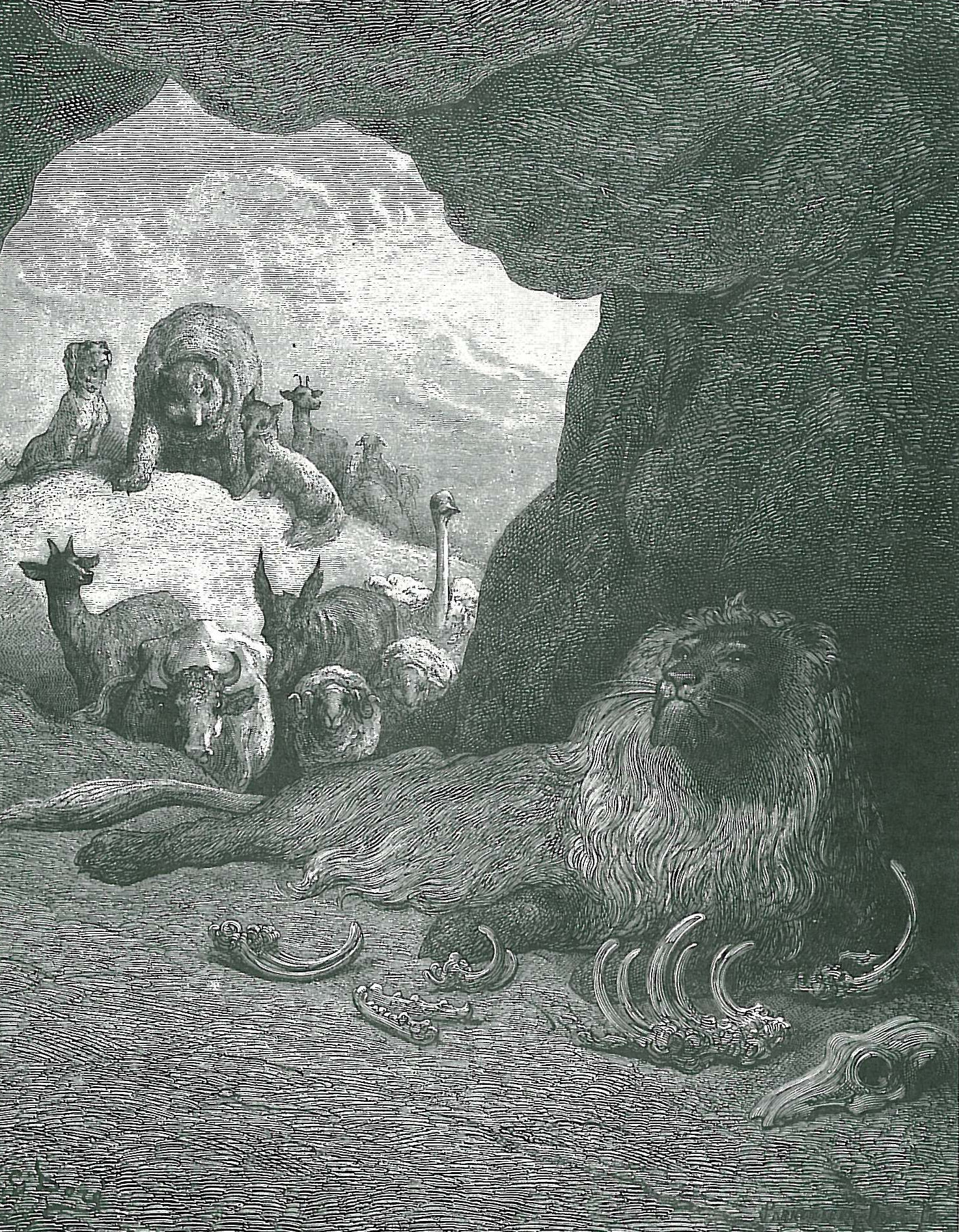
病気のライオンと狐（ギュスターヴ・ドレ画）

「老いたライオンと狐」（おいたライオンときつね）はイソップ寓話の一篇。ペリー・インデックス142番。題は「病気のライオンと狐」、「獅子の窟の前の足跡」とも。
冗談で「世界最初の推理小説」と呼ばれることもある。

## あらすじ
老いて狩りをすることが難しくなったライオンが洞窟にこもって病気のふりをし、見舞いにやってきた獣を食べていた。狐も見舞いにやってきたが洞窟の中にははいらなかった。ライオンに促された狐は、「地面には洞窟にはいる多くの動物の足跡がありますが、外に出る足跡がありません。」と答えた。

## 教訓
賢い人物は確かな根拠にもとづいて危険を避ける。

## 伝承
プラトン『アルキビアデスI』の中でスパルタに財宝が大量にあることに関連してこの寓話を引用している。ホラティウス『書簡詩』1.1.73-75にも引かれている。古代ギリシアですでに知られた話であったことがわかる。
1世紀のバブリオスによるギリシア語韻文の『イソップ風寓話集』103番はほぼ同じ内容だが、教訓は「先人の陥った災難から学ぶ者は幸福である」というものになっている。
インドの『パンチャタントラ』巻3に収めるライオンとジャッカルの話はおそらくこの話と関連がある。この話ではライオンがジャッカルの留守中に彼の住処である洞窟にしのびこんで帰りを待つが、帰ってきたジャッカルはライオンが洞窟にはいった足跡のみがあり出た足跡がないことに気づき、洞窟に向かって「中にはいっていいか」と尋ねた。ライオンがうっかり返事をしたために、中にライオンがいることを確認できたジャッカルは危険を脱する。
ラ・フォンテーヌの寓話詩では第6巻第14話「病気のライオンと狐」 (fr:Le Lion malade et le Renard) として収録されている。王であるライオンから臣下の獣たちに見舞いに来るようお触れが出る。
日本ではキリシタン版の『エソポのハブラス』に「獅子と、狐の事」として収録されている。言葉と行動が一致しないときには信じてもらえない、という教訓になっている。
マテオ・リッチ『畸人十篇』にはこの話を引用して、人の死もライオンの洞窟と同じだから恐れるのだと説く。平田篤胤は『本教外編』においてこの箇所をほぼそのまま引用しているが、ライオンは虎に変えられている。
トマス・ジェームズのイソップ寓話集144話「The Sick Lion」では、「物事を始めるのは簡単だが終えるのは難しい。そして冒険の前に出口を探しておくのが賢明だ」という教訓を与えている。ジェームズ版は渡部温『通俗伊蘇普物語』巻3に「第百 獅子の病気の話」として日本語訳されている。